# دار عبد الله بن زمعة
دار عبد الله بن زمعة أحد الدور التاريخية المجاورة للمسجد النبوي الشريف.
وهو أخو أم المؤمنين سودة بنت زمعة، وكانت هذه الدار تحد دار أم المؤمنين حفصة بنت عمر من الجنوب، يعني أن موقعها الآن في إطار مكان موقف الزوار اليوم أمام مواجهة الحجرة النبي محمد.